# Hirekurubarahalli, Channagiri
Hirekurubarahalli là một làng thuộc tehsil Channagiri, huyện Davanagere, bang Karnataka, Ấn Độ.